# جعفر آغا لقلق زادة
جعفر اغا لقلق زاده  ممثل ارتجالي كوميدي بالفطرة، أثري المسرح العراقي بما يعرف بالفن الاخباري.

## السيرة
جعفر اغا لقلق زاده، هو أكثر الأسماء التي عرف بها في مقاهي بغداد، عاش في صغره في بغداد بين أهالي منطقة الكاظمية،  ولكن لم نجد من يؤكد هل هو ولد في الكاظمية، ام ولد في قزوين وجاء محمولاً إلى الكاظمية من قبل عائلته التي استقرت فيها قرب ضريح الامام موسى بن جعفر الصادق، جرياً على عادة الإيرانيين بالسكن قرب تلك المقامات تبركاً بها، ام جاء وحيداً من دون عائلته وهو في مقتبل العمر من إيران إلى الكاظمية في أوائل القرن العشرين لظروف غامضة واستقر فيها. وهناك من ينكر انتمائه إلى أب معروف أو أصل، إلا انهم يتفقون على أنه عاش طويلاً في الكاظمية، وينحدر من أصول إيرانية، ولم تترك قدسية مدينة الكاظمية واجوائها الدينية اليومية عملياً أي تأثير على شخصيته البوهيمية وسلوكه الأخلاقي الرافض والمناقض لتلك الاجواء القدسية.وذكر عباس بغدادي، ان هذا البائس اسمه كامل عبد المهدي وهو من أهالي كربلاء، واهتمت بايوائه ومعيشته وملبسه احدى الفنانات إلى ان مات، ودفن في مقبرة براثا.

## التعليم
ليس هناك مايشير إلى أنه تعلم في المدارس، ولم يرد خبر يؤكد انه دخل في الكتاتيب لتعلم القراءة والكتابة، ولكنه كان يفك الخط بصعوبة، الا انه كان يتكلم اللغات العربية والفارسية والتركية والهندية، التي كانت لغات شائعة في بغداد آنذاك.

## العمل
عمل منذ طفولته بحرف مختلفة، واستقر في شبابه على حرفة صناعة الأمشاط الخشبية، مما يدل انه نشأ في وسط فقير ومعوز.

## العمل الفني
عندما كان صغيراً استرعت انتباهه فصول الاخباري البغدادي جاسم ابن الحجامة وزميله منصور اللذان كان من سكنة منطقة العوينة، وكانا يعرضان فصلهما منذ اواخر القرن التاسع عشر وحتى قبيل الحرب العالمية الأولى في مقهى التبانة في محلة الفضل، الا انه اعجب وتأثر بعروض الاخباري وشخصية الهبش التي كان يؤديها راشد بمعاونة زميله الحاج محمود، فلم ينقطع عن مشاهدة عروضهما التي كانت تقدم في بغداد ليلاً، فكان يضطر بعد مشاهدة العروض إلى المبيت في خان الجبن في الكرخ خوفاً من قطاع الطرق الذين يكمنون ليلاٌ في بساتين الكاظمية الكثيرة وعلى جانبي الطريق.

## بداية التمثيل
البداية كانت عام 1915م، وكان العراق تحت الحكم العثماني، حيث بدأ كامل عبد المهدي والمعروف باسم جعفر اغا لقلق زاده يقلد حركات وكلمات راشد أفندي في دور الهبش التي يشاهدها في الليل، ويعيدها أثناء عمله في صباح اليوم التالي،  امام اصدقائه ومعارفه الذي لمس منهم الاستحسان والإعجاب والتشجيع بما كان يؤديه. وهنا قد بدأ إداء تلك العروض في المناسبات كالافراح الخاصة والأعراس. حيث كان يمتلك موهبة جيدة في اضفاء الروح الحيوية والحركة المرنة والايماءات المعبرة للشخصية التي يمثلها. ولكن مر الفن الأخباري بالأضمحلال وذلك في فترة الحرب الروسية العثمانية وإصدار الفرمانات بتجنيد الشباب الإجباري الذي عرف باسم سفر برلك، ويبدوا ان التجنيد لم يطاله لكونه من التبعية الإيرانية حيث كان التجنيد يقتصر على التبعية العثمانية حصراً. الا ان لقلق زاده حصل على عمل كنادل في نادي الجيش العثماني. ولكن بدايته الفعلية بالتمثيل الاخباري بدأت من هنا، حيث اكتشف موهبته متعهد النادي تولكين خان، ويبدوا من اسمه انه أرمني، 
فاخضعه للتدريب على يدي إبراهيم سامي وإبراهيم عجمي قطان، ثم اسدى اليه عمل مقدم نمرة (دور) الهبش في المقهى التي يملكها وتعرف بمقهى طويق. وبعد أن ذاع صيته انتقل إلى مقهى عزاوي. وقد انضم إلى الجوق الذي شكله الفنان المصري حسن سلامة في ملهى الف ليلة وليلة وكان في عضوية هذا الجوق إضافة إلى جعفر لقلق زادة كل من: اليا داود، وعبد الله زكي، وصفاء محمد علي، وعلوان خزعل، وأكرم وصفي، وعباس الخلوتي، وإبراهيم الشيخلي، والممثلات من النساء وهن في الأصل راقصات في نفس الملهى: ماري كونكا، وبدرية محمد، وفوزية جيجان، وأمينة سعيد.
وبعدها أخذ يقدم فصوله متنقلا بين أكثر من مقهى من مقاهي بغداد في ليلة واحدة، مستصحباً معه فرقته واكسسواراته وخيله وحميره التي يستخدمها في عروضه المختلفة، وأصبح اسمه مشهورا ومعروفاً وذاع على كل لسان في العراق.
قدم جعفر لقلق زاده أكثر من ثلاثمائة تمثيلية مرتجلة من الفودفيل بعضها قفشات ساخرة للظواهر الاجتماعية السائدة حينها، كالسخرية من تعليم الأطفال على يد الملالي، ودجل وشعوذة المتشبهين برجال الدين ويسمى (فتاح فأل) وانتقاده لكثير من تلك الظواهر السلبية باسلوب ساخر.
عمل معه كثير من الفنانين والفنانات في مشواره الطويل منذ اواخر القرن التاسع عشر حتى الخمسينيات من القرن العشرين مثل الفنان حسقيل أبو البالطوات، وعباس حلاوي منادي إعلانات السينما في بغداد، والممثل الهزلي المعروف صفاء محمد علي، وجمعة الشبلي وغيرهم، ومن الممثلات فقد استعان براقصات الملاهي من الشاميات والمصريات والعراقيات امثال رحلو العراطة، واختها زكية، وحتى آخرهن عفيفة إسكندر.والتقى ريجينة باشا واستعار منها إحدى الفتيات العاملات معها والتي تدعى جليلة للعمل كممثلة مساعدة له أثناء تمثيله بعض الأدوار التي يحتاج فيها عنصر نسائي.
لقد زار في فترة عزه وثرائه عدد من البلدان المجاورة كاسطنبول والشام ولبنان وشاهد العروض على خشبة ملاهيها وكذلك شاهد علي الكسار وتعرف بشكل مباشر على نجيب الريحاني وبديعة مصابني وتأثر بالريحاني وشخصية كشكش بيك، واداها في عروضه في ملاهي بغداد واشتهر بها إضافة إلى شخصية الهبش التي استعارها من معلمه الأول الاخباري راشد أفندي.
ان لقلق زاده قد قدم مسرحيات استعراضية، ان جاز لنا التعبير، منذ ان ادخل في عروضه واعماله على منصات الملاهي، فقرة تحوي وصلات من الرقص الشرقي والغناء والبهرجة،  فلذلك عرف بشخصياته النمطية مثل (هبش) و (كامل) و (كشكش) وكان ينادى بها، حتى لقد ذكره الشاعر الشعبي الملا عبود الكرخي في إحدى قصائده حيث يقول:

## النهاية المرة
في السنوات العشرة الأخيرة من حياته بدأ الناس ينفضون ويبتعدون عن نمط فنه، الذي يغلب عليه السذاجة، لأنه لم يتطور ولم يفكر بالزمن الذي تجاوزه وتجاوز فنه، لقد تغير في ستينيات القرن العشرين ذوق ونظرة الناس إلى فنه، إضافة إلى ظهور السينما، وظهور مسرح جديد بعد ثورة 1958م، حيث أخذ يقدم الطلبة وخريجي معهد الفنون الجميلة عروضاً تتماشى مع واقع العراق الجديد، وبذلك قلصت المقاهي والملاهي عروض جعفر لقلق زاده لتراجع الاقبال عليها، ثم تم الاستغناء عنها تماماً بعد أن أصبحت غير مجزية مادياً.
ومنذ ستينيات القرن العشرين عاش هذا الفنان وحيداً معدماً، بعد أن تنكر وأنفض عنه أقرب أصدقائه ومعارفه، وعمل لسد الرمق أعمالاً خدمية في الملاهي آخرها حارساً وبواباً في ملهى الخيام، الذي كانت تملكه المطربة لميعة توفيق التي تكفلت برعايته ومصاريفه وإيجار سكنه، وهو عبارة عن غرفة صغيرة في خان بالكاظمية وقيل في محلة الحيدرخانة، حتى وفاته، بعدما أشتدت عليه أمراض الشيخوخة وأقعده الشلل عن الحركة في رمضان الموافق لشهر أيلول 1972م. ويذكر الأستاذ يوسف العاني في وصف النهاية المرة لهذا الفنان وغيره، وما آل إليه بجوابه من شكواه عن الإداء لبعض فنانات الإستعراض فيقول: فمهما يكن الجواب ستكون نتيجته أن نلقي بماضينا الفني والنضالي والثقافي وحتى الشخصي، في واحدة من مزابل الملاهي التي رمي فيها جعفر لقلق زاده بدون رحمة أو شفقة.

## وفاته
توفي الفنان الكوميدي جعفر أغا لقلق زاده في مستشفى المجيدية عام 1972م، ودفن في مقبرة جامع براثا.
ولم يخرج في تشييعه أو توديع جنازته أي فنان، ولا حتى أي أحد من اصدقائه اللذين كانوا بالمئات أيام ثرائه وسطوع نجمه، كما لم تذكر صحف اليوم التالي أي خبر عن وفاته.
ولكن في عام 1984م، اعد الكاتب العراقي عادل كاظم مسرحية بعنوان، نديمكم هذا المساء، تناول فيها حياة جعفر لقلق زاده، وكانت المسرحية من إخراج محسن العزاوي وقد عرضت في اربع عواصم عربية هي، بغداد والقاهرة، والكويت، وقطر.